# Protalebra nexa
Protalebra nexa är en insektsart som beskrevs av Mcatee 1926. Protalebra nexa ingår i släktet Protalebra och familjen dvärgstritar. Inga underarter finns listade i Catalogue of Life.